# L'Effrontée - Sarà perché ti amo?
L'Effrontée - Sarà perché ti amo? (L'Effrontée) è un film del 1985 diretto da Claude Miller. Charlotte Gainsbourg, qui al suo primo ruolo da protagonista, ha vinto nel 1986 il Premio César per la migliore promessa femminile.
Nel film è presente la canzone dei Ricchi e Poveri Sarà perché ti amo, un brano che, sin dalla sua uscita, ha riscosso un gran successo in Francia.

## Trama
La tredicenne Charlotte, scontrosa e sempre insoddisfatta di tutto, vive con il padre Antoine e il fratello Jacky in un comune francese di provincia. Antoine ha assunto Léone, una colf, per affidarle la figlia. L'ultimo giorno di scuola prima delle vacanze estive, assistendo ad un concerto in televisione, Charlotte resta ammaliata da una celebre pianista, la coetanea Clara Bauman, prossima ad esibirsi nella sua cittadina. Prova di tutto per incontrarla, ma una volta riuscita nella sua "impresa", Charlotte scopre come Clara non sia altro che una ragazzina superba, viziata e dispettosa; finirà lei stessa vittima di un malvagio scherzo della pianista.

## Colonna sonora
- Sarà perché ti amo, Ricchi e Poveri
- Concerto per piano nº 2, Felix Mendelssohn
- Concerto per piano nº 3, Ludwig van Beethoven
- Concerto per piano nº 11, Wolfgang Amadeus Mozart

## Critica
- Carino, ma in modi così premeditati e furbi da riuscire qua e là artificioso. Commento del dizionario Morandini che assegna al film due stelle e mezzo su cinque di giudizio.[1]
- Il dizionario Farinotti assegna al film due stelle su cinque di giudizio[2]

## Riconoscimenti
- Premi César 1986
  - Migliore attrice non protagonista (Bernadette Lafont)
  - Migliore promessa femminile (Charlotte Gainsbourg)